# Martí Gasull i Coral
Martí Gasull i Coral (Barcelona, 30 de maig del 1919 –26 de febrer de 1994) fou un fotògraf català, conegut per la seva fotografia creativa feta entre els anys 40 i 50 del segle xx.

## Biografia
Va començar a treballar com a fotògraf durant la Guerra Civil al centre de documentació del regiment de la República instal·lat al Castell de Samalús. Després de l'exili al camp d'Argelers (Rosselló) i d'un llarg servei militar sota el Règim franquista a Tànger i a les Canàries, va tornar a Barcelona on va muntar un laboratori a casa seu i un estudi fotogràfic amb un soci. Va compaginar la feina com a comptable i fotògraf industrial i de retrats amb la fotografia creativa on va guanyar més de 100 premis. Va adquirir un gran prestigi com a tècnic de laboratori. No només positivava les seves fotografies, sinó les d'altres fotògrafs destacats del moment com Oriol Maspons o Julio Ubiña. Va ser dels primers fotògrafs de Barcelona que va revelar diapositives en color Kodak procés E-1, amb inversió física; i un dels primers que va positivar amb paper color. Fou membre de l'Agrupació Fotogràfica de Catalunya des del 1945. Més endavant va deixar de concórrer a concursos per encapçalar, amb el suport d'altres famílies, el Taller Sant Jordi, destinat a persones amb disminució psíquica en atenció a un dels seus fills. Segons han destacat els experts, les seves fotografies, tant urbanes, com de paisatge o retrats, quedaven registrats, tant el seu gran domini tècnic com la seva recerca incansable de noves formes d'expressió.
Més enllà de les exposicions fruit dels concursos i d'una petita mostra en una exposició col·lectiva a la Sala Piscolabis de Barcelona el 1987, no va fer cap més exposició en vida. No fou fins al 2015, quan el seu fill va trobar força obra seva en un traster, que ha estat reconegut en una exposició a la galeria d'art "El quadern robat" i posteriorment, el 2016, al Museu de Montserrat.
El 2020, una de les seves fotografies fou triada per l'escriptor Carlos Ruiz Zafón com a portada per a la seva obra pòstuma: La Ciutat de Vapor (La Ciudad de Vapor (castellà))
És pare del fotògraf d'art Martí Gasull i Avellán i avi de l'activista lingüístic, muntanyenc i promotor cultural Martí Gasull i Roig.